# Jacinto de Cracóvia
São Jacinto, em polonês Jacek Odrowąż (Kamień Śląski, c. 1185 – Cracóvia, 15 de agosto de 1257), é um santo polonês, da Ordem dos Pregadores (dominicano). As notícias sobre as suas origens são todas provenientes de textos hagiográficos tardios (século XVI), escritas por ocasião da sua canonização (1594).
Mas sabe-se que Jacinto Odrowacz pertencia a uma família aristocrática e nasceu no castelo de Lanka, Cracóvia (antiga Kamien), na Silésia; depois de estudar direito canónico e teologia em Cracóvia, Praga e Bolonha, foi ordenado sacerdote e tornado cônego da catedral de Cracóvia; e que foi à Itália a acompanhar seu bispo.
Certamente ele estava em Bolonha em 1221 e conheceu São Domingos, que em maio desse ano, celebrava na cidade de Emília-Romanha o segundo capítulo geral da sua Ordem.
Ele decidiu se tornar um noviço dominicano e depois partiu para a Europa Oriental, sobre a qual tinha sido instruído para espalhar a Ordem: fundou mosteiros em Friesach, Cracóvia, Gdańsk e Kiev, assim como, o de Breslau, Sandomir e Dantzig; e em nome do Papa Gregório IX, ele trabalhou para a união das Igrejas do Oriente e do Ocidente.
Morreu em Cracóvia; é chamado de o "Apóstolo da Polônia"; foi canonizado em 1594 pelo Papa Clemente VIII e sua memória litúrgica é em 17 de agosto.

## No Brasil
No Brasil, há somente duas Igrejas dedicadas a São Jacinto; Uma em Teófilo Otoni - MG, outra no distrito de São Jacinto, São Roque do Canaã - ES. Essa última é a Igreja de São Jacinto e Sant'Ana.